# サマラ時間
|  | UTC+2  | MSK-1 | カリーニングラード時間 (KALT) |
|  | UTC+3  | MSK   | モスクワ時間 (MSK)            |
|  | UTC+4  | MSK+1 | サマラ時間 (SAMT)             |
|  | UTC+5  | MSK+2 | エカテリンブルク時間 (YEKT)   |
|  | UTC+6  | MSK+3 | オムスク時間 (OMST)           |
|  | UTC+7  | MSK+4 | クラスノヤルスク時間 (KRAT)   |
|  | UTC+8  | MSK+5 | イルクーツク時間 (IRKT)       |
|  | UTC+9  | MSK+6 | ヤクーツク時間 (YAKT)         |
|  | UTC+10 | MSK+7 | ウラジオストク時間 (VLAT)     |
|  | UTC+11 | MSK+8 | マガダン時間 (MAGT)           |
|  | UTC+12 | MSK+9 | カムチャツカ時間 (PETT)       |

サマラ時間（サマラじかん、Samara Time - SAMT）は、協定世界時 (UTC) を4時間進ませた標準時(UTC+4)。ロシア第3標準時とも呼ばれる。
なお、夏時間では協定世界時より5時間進み（UTC+5）、サマラ夏時間(サマラなつじかん、Samara Summer Time - SAMST)と呼ばれている。

## 歴史
2010年3月28日のサマータイム開始と同時に同時間帯は廃止され、モスクワ時間に統合された。これはドミートリー・メドヴェージェフ政権による国内時間帯の統合策（「時の改革」）によるもので、従来のサマラ時間適用地域では時計が従来より1時間遅く進むようになった（通常はUTC+3時間、夏季はUTC+4時間）。また、2011年には従来の夏時間が通年で適用されるようになり、結果として旧サマラ時間地域では2010年までの通常時間（「冬時間」）と同一になった。
国民の不満を受けて2014年7月22日にウラジーミル・プーチン大統領が標準時を冬時間に戻す法案に署名したことにより、同年10月26日よりロシアの時間帯の変更が行われ、カムチャツカ時間と共にサマラ時間も復活した。
2016年3月27日にアストラハン州とウリヤノフスク州が、同年12月4日にサラトフ州が、2018年10月28日にヴォルゴグラード州がモスクワ時間からサマラ時間に移行した。
2020年12月27日にヴォルゴグラード州が当時間帯から再びモスクワ時間に移行した。

## 採用しているロシアの地域
地図中赤色の部分がサマラ時間採用地域。
- サマラ州
- ウドムルト共和国
- アストラハン州
- ウリヤノフスク州
- サラトフ州